# Дана Віннер
Дана Віннер (англ. Dana Winner), справжнє ім'я Шанталь Ванлі (нід. Chantal Vanlee; нар. 10 лютого 1965, Гасселт, Бельгія) — бельгійська співачка фламандського походження, акторка.
Виконує пісні переважно нідерландською мовою; найбільш популярна в Бельгії, Нідерландах, Південній Африці та Німеччині.
У 1990 році випустила перший сингл «Op Het Dak Van De Wereld» («На даху світу») — кавер композиції «Top of the World» гурту The Carpenters 1973 року.
У 1993 році вийшла популярна пісня «Woordenloos» («Без слів»). У 1995 році вийшов кавер хіта «One Way Wind» гурту The Cats — сингл «Westenwind», який потрапив у нідерландський хіт-парад Dutch Top 40.
У 1998 році вийшов студійний альбом «In Love With You» Дани Віннер, що містить 14 пісень.

## Сімʼя
Чоловік — Вілфред, один син.

## Дискографія
- 1989 — Op Het Dak Van De Wereld…
- 1991 — Adios
- 1993 — Regenbogen
- 1994 — Mijn Paradijs
- 1995 — Regen Van Geluk
- 1996 — Waar Is Het Gevoel?
- 1997 — Wo Ist Das Gefühl?
- 1997 — Geef Me Je Droom
- 1998 — In Love With You
- 1999 — Yours Forever
- 1999 — Ergens In Mijn Hart
- 1999 — Mein Weg…
- 2000 — Licht En Liefde
- 2001 — Rainbows Of Love
- 2001 — Unforgettable
- 2002 — Unforgettable Too
- 2003 — One Way Wind
- 2003 — Märchenland Der Gefühle
- 2005 — Beautiful Life
- 2005 — Het Laatste Nieuws
- 2006 — Als Je Lacht
- 2008 — Tussen Nu En Morgen
- 2010 — Parels Uit De Noordzee
- 2011 — Kerst Met Dana Winner
- 2016 — Puur

## Фільмографія
| Рік  | Назва | Оригінальна           | Фільм / ТВ | Роль           | Примітки                     |
| ---- | ----- | --------------------- | ---------- | -------------- | ---------------------------- |
| 2017 |       | Allemaal Chris        | телесеріал | камео          | епізод 1.3                   |
| 2004 |       | Belgium Twelve Points | телефільм  | присяжна суддя |                              |
| 1999 |       | The Millennium Menace | фільм      | —              | саундтрек «In love with you» |